# Paravireia typicus
Paravireia typicus är en kräftdjursart som beskrevs av Charles Chilton 1925. Paravireia typicus ingår i släktet Paravireia, ordningen gråsuggor och tånglöss, klassen storkräftor, fylumet leddjur och riket djur. Inga underarter finns listade i Catalogue of Life.